# Torneo de Estoril 2023
El Millennium Estoril Open 2023 fue un torneo de tenis que perteneció a la ATP en la categoría de ATP Tour 250. Se disputó entre 3 y el 9 de abril de 2023 sobre polvo de ladrillo en el Clube de Ténis do Estoril en Estoril (Portugal).

## Distribución de puntos
| Modalidad            | Campeón | Finalista | Semifinales | Cuartos de final | 2ª ronda | 1ª ronda | Clasificados | 2ª ronda de clasificación | 1ª ronda de clasificación |
| Individual masculino | 250     | 165       | 100         | 50               | 25       | 0        | 13           | 7                         | 0                         |
| Dobles masculino     | 250     | 150       | 90          | 45               | 20       | 0        | -            | -                         | -                         |

## Cabezas de serie

### Individuales masculino
| Tenista              | Ranking | Preclasificado |
| Casper Ruud          | 4       | 1              |
| Hubert Hurkacz       | 9       | 2              |
| Alejandro Davidovich | 25      | 3              |
| Roberto Bautista     | 28      | 4              |
| Sebastián Báez       | 33      | 5              |
| Miomir Kecmanović    | 35      | 6              |
| Diego Schwartzman    | 38      | 7              |
| Ben Shelton          | 39      | 8              |

- Ranking del 20 de marzo de 2023.[2]

### Dobles masculino
| Tenista                       | Ranking | Preclasificado |
| Andreas Mies Hugo Nys         | 39      | 1              |
| Marcelo Melo John Peers       | 84      | 2              |
| Gonzalo Escobar Fabien Reboul | 97      | 3              |
| Sander Gillé Joran Vliegen    | 101     | 4              |

## Campeones

### Individual masculino
Casper Ruud venció a  Miomir Kecmanović por 6-2, 7-6(7-3)

### Dobles masculino
Sander Gillé /  Joran Vliegen vencieron a  Nikola Čačić /  Miomir Kecmanović por 6-3, 6-4